# Вестфаленгау
Вестфаленгау (на немски: Westfalengau; на латински: Pagus Westfalon) е през Средновековието гау-графство на реките Рур и Липе на територията на съвременен Северен Рейн-Вестфалия, Германия. Намира се до Ауелгау.

## Графове във Вестфаленгау
- Бернхард, граф на Верл, 980 граф във Вестфаленгау и Леригау
- Лиутгер (Лиудгер) († 26 февруари 1011), 1001 граф на Лезум и Вестфаленгау, син на саксонския херцог Херман Билунг (Билунги)
- Герхард, граф в Хамаланд 1082, граф във Вестфаленгау 1085, син на Герхард Фламенс († 1082)